# Кондратовича (станция метро)
Кондратовича (пол. Kondratowicza) — станция линии M2 Варшавского метрополитена. Станция открыта 28 сентября 2022 года в составе участка Троцка—Брудно. 

## Описание
Располагается в районе Таргувек вдоль улицы Людвига Кондратовича и на пересечении улиц Мальборской, 20-й Стрелковой дивизии Войска Польского и Александра Ковальского. Рядом со станцией расположена Мазовецкая Бродненская окружная больница. 
Станция получила название по одноимённой улице, названной, в свою очередь, в честь белорусско-польского поэта Людвига Кондратовича, более известного, как Влади́слав Сыроко́мля.

## Пуск
Днём 28 сентября 2022 года в 13:30 станция открыта для пассажиров.

## Описание
Строительство станции началось в 2019 году, а название станции присвоено Городской Радой Варшавы в августе 2020 года.